# Elezioni governatoriali in Texas del 2006
Le elezioni governatoriali in Texas del 2006 si svolsero il 7 novembre per eleggere il governatore del Texas.
Nella competizione elettorale si sfidarono in particolare il governatore uscente del Partito Repubblicano Rick Perry, che correva per la seconda volta consecutiva, il democratico Chris Bell, l'indipendente Carole Keeton Strayhorn e il celebre scrittore e cantautore Kinky Friedman.
Le elezioni sancirono l'affermazione di Rick Perry. Il governatore uscente si impose in particolare tra gli anglosassoni (46% contro il 22% di Bell), mentre il democratico ebbe maggior successo tra il voto nero (63% contro 16%) e quello latino (41% contro 31%).

## Risultati
| Candidati               | Partiti              | Voti      | %     |
| ----------------------- | -------------------- | --------- | ----- |
| Rick Perry              | Partito Repubblicano | 1.716.803 | 39,03 |
| Chris Bell              | Partito Democratico  | 1.310.353 | 29,79 |
| Carole Keeton Strayhorn | Indipendente         | 797.577   | 18,13 |
| Kinky Friedman          | Indipendente         | 546.869   | 12,43 |
| James Werner            | Partito Libertario   | 26.748    | 0,61  |
| James "Patriot" Dillon  | Indipendente         | 718       | 0,02  |
| Totale                  | Totale               | 4.399.068 |       |

## Elezioni primarie

### Partito Repubblicano
| Candidati     | Voti    | %     |
| ------------- | ------- | ----- |
| Rick Perry    | 552.545 | 84,24 |
| Larry Kilgore | 50.119  | 7,64  |
| Rhett Smith   | 30.225  | 4,61  |
| Robert Locke  | 23.030  | 3,51  |
| Totale        | 655.919 |       |

### Partito Democratico
| Candidato      | Voti    | %     |
| -------------- | ------- | ----- |
| Chris Bell     | 324.869 | 63,88 |
| Robert Gammage | 145.081 | 28,53 |
| Rashad Jafer   | 38.652  | 7,60  |
| Totale         | 508.602 |       |